# ヤーノシュ・ジグモンド
サポヤイ・ヤーノシュ・ジグモンド (ハンガリー語: Szapolyai János Zsigmond; 1540年7月7日 – 1571年3月14日) またはヤーノシュ2世 (ハンガリー語: II. János)は、ハンガリー王（在位: 1540年 - 1551年、1556年 - 1570年）、後に初代トランシルヴァニア侯（在位: 1570年 - 1571年）。ハンガリー王サポヤイ・ヤーノシュ（ヤーノシュ1世）とポーランド王女イザベラ・ヤギェロンカの間に生まれた唯一の息子である。

## 略歴
父サポヤイ・ヤーノシュの死の直前に生まれ、その遺言と支持者たちの推戴により、新生児ながらハンガリー王に選出された。しかしハンガリー王として聖イシュトヴァーンの王冠を使った戴冠・即位を行うことは出来なかった。
当時のハンガリーでは、王位をめぐってサポヤイ家のヤーノシュ1世・ヤーノシュ2世（ジグモンド）らと、ハプスブルク家のフェルディナーンド1世（オーストリア大公・ボヘミア王フェルディナント1世。1556年以降神聖ローマ皇帝）が争っていた。サポヤイ家はトランシルヴァニアを中心とした東部に勢力を張り（東ハンガリー王国）、ハプスブルク家は上ハンガリーを中心とした北西部に勢力を張っていた（西ハンガリー王国）。ヤーノシュ・ジグモンド即位後、オスマン帝国のスレイマン1世が幼いヤーノシュ・ジグモンドをフェルディナーンド1世から守るという口実でハンガリーに侵攻し、1541年に古くからのハンガリー王国の首都ブダを征服した。これによりハンガリー中部がオスマン帝国の直接支配下に入ったが、スレイマン1世はティサ川以東の領域を王太后イザベラがヤーノシュ・ジグモンドの代理で治めることを認めた。イザベラとヤーノシュ・ジグモンドはリッパ（現ルーマニア領リポヴァ）へ移り、その後まもなくトランシルヴァニアのジュラフェヘールヴァール（現ルーマニア領アルバ・ユリア）に居を移した。しかし1551年、イザベラとヤーノシュ・ジグモンドの母子は、王国の実務を取り仕切りつつもフェルディナーンド1世との連携を企てたフラーテル・ジェルジにより王位を放棄させられた。代償としてシレジア二公国と14万フローリンを与えられた母子は、ポーランドで亡命生活を送ることになった。しかしイザベラはフェルディナーンド1世の敵対者たちと連携し、ヤーノシュ・ジグモンドをハンガリー王に返り咲かせる機を狙い続けた。
ヤーノシュ・ジグモンドの王位放棄によりいったんはハンガリー統一王となったフェルディナーンド1世であったが、彼はオスマン帝国から東ハンガリーを守り切る力を持っていなかった。1556年、トランシルヴァニア議会はスレイマン1世の要求を受け入れ、ヤーノシュ・ジグモンドとイザベラを呼び戻して復位させた。イザベラは1559年に死去するまで政務を執り、その後はヤーノシュ・ジグモンドの親政が始まった。しかし1561年後半に裕福な領主バラッサ・メルキオルが反乱を起こし、これをきっかけにトランシルヴァニア外の諸県のほとんどがフェルディナーンド1世側に寝返った。また旧来の特権を制限されたセーケイ人も反乱を起こしたが、これは鎮圧された。ヤーノシュ・ジグモンドはハプスブルク家と争うにあたりオスマン帝国の支援を受け続け、1566年にはゼムンでスレイマン1世と面会して臣従の礼をとった。内戦は1568年のアドリアノープル条約でいったん終結し、ヤーノシュ・ジグモンドは中世ハンガリー王国の東部（トランシルヴァニアとパルティウム）の支配権を認められた。
ヤーノシュ・ジグモンドは宗教問題にも強い関心を示した。1560年代から、彼はプロテスタント諸派を集めた神学討論会を頻繁に開催した。彼自身1562年にカトリックからルター派へ、1564年にはカルヴァン派へ改宗した。さらに1569年ごろには、宮廷医師ジョルジオ・ビアンドラタや宮廷説教師ダーヴィド・フェレンツの影響で反三位一体派の教義を受け入れるまでになった。これにより、ヤーノシュ・ジグモンドはヨーロッパ史上唯一のユニテリアン君主となった。1568年、議会でトルダの勅令が採択され、国内での宗教を理由とした迫害行為が禁止された。この勅令で認められた信教の自由は、16世紀後半のヨーロッパにおいては極めて進歩的といえる範囲に達していた。
1570年、ヤーノシュ・ジグモンドはミクシャ1世（神聖ローマ皇帝マクシミリアン2世、フェルディナーンド1世の子）とシュパイアー条約を結び、それまで名乗っていた「ハンガリーのレクス・エレクトゥス（本来は国王に選出された即位前の状態を指す称号）」という称号を放棄した。以降彼は「トランシルヴァニア侯にしてハンガリー王国のパルティウムの領主」を名乗るようになり、近世トランシルヴァニア侯国が成立した。その翌年の1571年、ヤーノシュ・ジグモンドは病没した。子がいなかったため、カトリック教徒の重臣バートリ・イシュトヴァーン（後にポーランド王を兼ねる）が跡を継いだ。

## 一族と時代背景
ヤーノシュ・ジグモンドの父サポヤイ・ヤーノシュ（1世）は、16世紀前半において最も裕福なハンガリー貴族であった。1526年、モハーチの戦いでハンガリー王ラヨシュ2世がオスマン帝国のスレイマン1世に大敗を喫し、戦死した。子が無かったハンガリー王の後継ぎとして、大多数のハンガリー貴族はサポヤイ・ヤーノシュを推戴した。しかし同年、一部の有力諸侯がオーストリア大公フェルディナント（フェルディナーンド）1世を推戴したため、ハンガリー王を名乗る人物が2人並び立つ事態となった。これにより、ハンガリー王国は数十年にわたる内戦に突入した。
1529年、サポヤイ・ヤーノシュはフェルディナーンド1世に対抗するべく、モハーチでスレイマン1世に臣従の礼を取った。しかしサポヤイ・ヤーノシュもフェルディナーンド1世も、ハンガリー王国全土を手中に収めるには至らなかった。両者は内戦を収めるために、1538年2月24日にヴァーラド条約を結んだ。これにより、両者はその時点で両者が保持している領土の支配権を互いに認めた。また、まだ子が無かったサポヤイ・ヤーノシュは、自分の死後にフェルディナーンド1世がハンガリー中部・東部を併合してハンガリー王国を統一することを認めた。またヤサポヤイ・ヤーノシュは、もし今後息子ができた場合は、その子はサポヤイ家代々の世襲領（王位ではない）を相続すると明記していた。しかし結局のところ、フェルディナーンド1世にはサポヤイ・ヤーノシュの領域をオスマン帝国から守り抜く力が無かった。1539年3月2日、52歳になっていたサポヤイ・ヤーノシュは、ポーランド王ジグムント1世の娘である22歳のイザベラ・ヤギェロンカと結婚した。同時代の人文主義者パオロ・ジョヴィオやアントゥン・ヴランチッチによれば、イザベラはこの時代で屈指の高い教育を受けた女性であった。

## 幼少期

### 誕生
ヤーノシュ・ジグモンド（ヤーノシュ2世）は、1540年7月7日にブダで生まれた。遠征先で息子の誕生を知ったサポヤイ・ヤーノシュは、陣営を馬で駆け回って麾下の兵たちに朗報を触れ回った 。しかしその翌日、サポヤイ・ヤーノシュは病に倒れ、7月21日もしくは22日に死去した。死の床でサポヤイ・ヤーノシュは周囲の者たちに、自分の息子に忠誠を誓うよう、また王国をフェルディナーンド1世に渡さぬよう懇願した。

### 即位

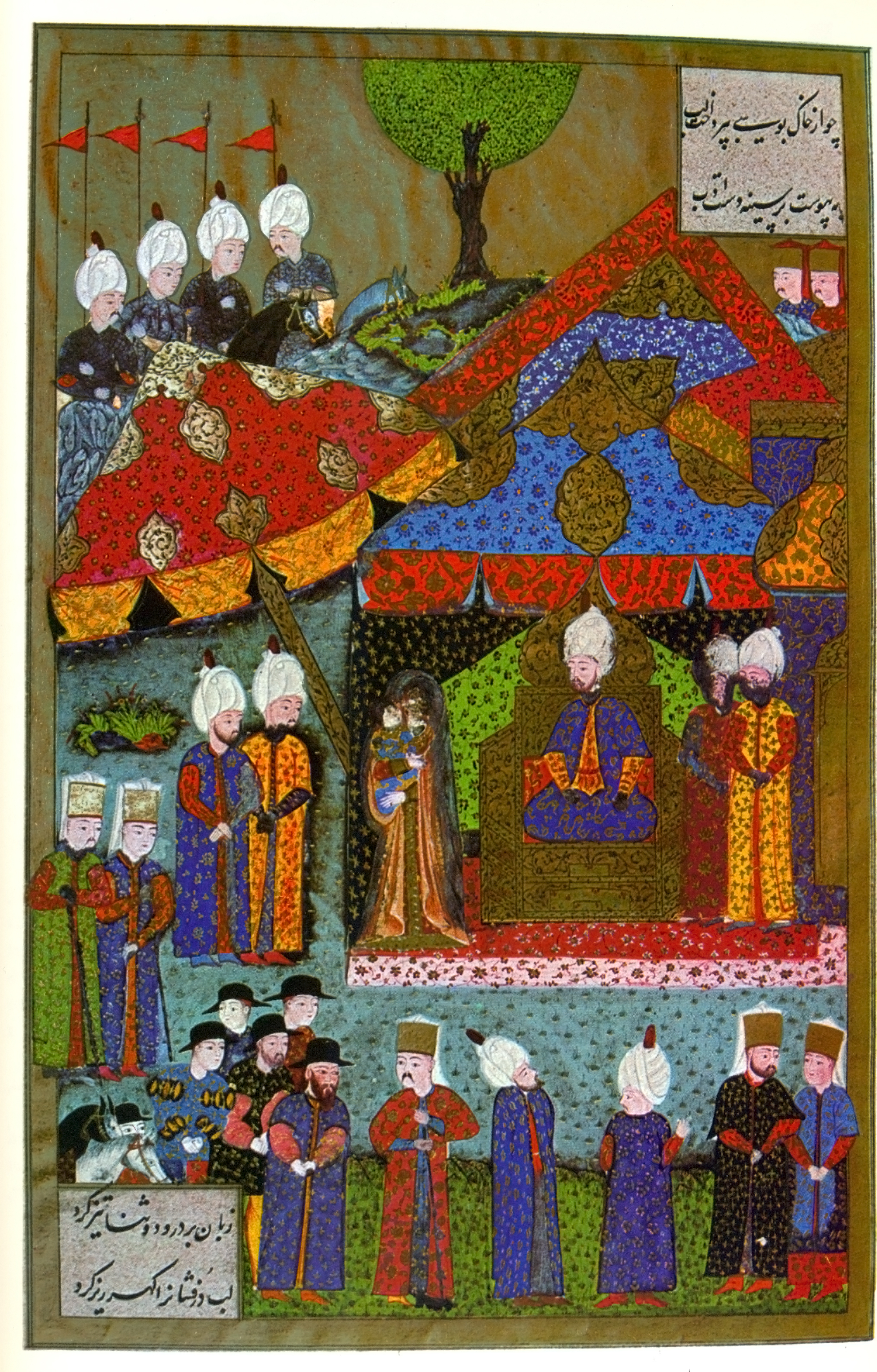
1541年8月29日、ブダでイザベラ・ヤギェロンカとヤーノシュ・ジグモンドを迎えるスレイマン1世

サポヤイ・ヤーノシュが没して間もなく、財務長官フラーテル・ジェルジはブダへ急行し、ヤーノシュ・ジグモンドの王位継承を確実なものとするための調整に取り掛かった。彼の提言を受け、ハンガリー議会は1540年9月13日にヤーノシュ・ジグモンド（ヤーノシュ2世）をハンガリー王に選出した。ただし、聖イシュトヴァーンの王冠を用いた戴冠式はあげられなかった。また議会は、王太后イザベラ、フラーテル・ジェルジと、有力諸侯のペトロヴィチ・ペーテル、トゥルク・バーリントの4名を、幼い新王の後見人に指名した。
8月、フェルディナーンド1世は使節を派遣し、ヴァーラド条約に基づきサポヤイ・ヤーノシュの遺領を引き渡すよう要求してきた。将軍の一人であった上ハンガリー貴族ペレーニ・ペーテルや、カロツァ大司教らは、フェルディナーンド1世のもとへ脱走した。さらに裕福な有力者マイラート・イシュトヴァーンは、トランシルヴァニアを手中に収めようと画策してヤーノシュ・ジグモンド派のほとんどを追放してしまった。またフェルディナーンド1世はオスマン帝国のスレイマン1世のもとにもヒエロニム・ワスキを使節として派遣し、ヴァーラド条約に基づいて己のもとでハンガリーを統合することを承認するよう求めた。しかしスレイマン1世はヤーノシュ・ジグモンドを支持すると明言し、ワスキを拘束した。
10月の間に、フェルディナーンド1世の軍はヴィシェグラード、ヴァーツ、ペシュト、タタ、セーケシュフェヘールヴァールを制圧したが、ブダは占領できなかった。彼の将軍ヴィルヘルム・フォン・ロッゲンドルフは、1541年5月4日に再びブダを包囲した（ブダ包囲戦 (1541年)）。これに対し、スレイマン1世は再発したハンガリーの内戦で優位に立つべく、6月に大軍を率いてイスタンブールから出陣した。オスマン軍に参じていたモルダヴィア侯は、マイラート・イシュトヴァーンを捕虜とし、6月後半にはトランシルヴァニア議会にヤーノシュ・ジグモンドへ忠誠を誓うよう強制した。スレイマン1世が近づく中、ロッゲンドルフはブダ攻略を諦めて8月26日に包囲を解いた。
スレイマン1世はヤーノシュ・ジグモンドの権利を守るためにやってきたのだとしつつ、また彼と直に対面したいとも公言していた。というのも当時、イザベラが産んだのは女子ではないかという噂が流れていたからである。8月29日、ヤーノシュ・ジグモンドはフラーテル・ジェルジやトゥルク・バーリントら6人のハンガリー貴族とともにスレイマン1世の陣営を訪れた。この面会中に、オスマン軍のイェニチェリたちが、街を見物すると称してブダに入った。実はこの面会は、ハンガリーの首都たるブダを無抵抗のまま制圧しようというオスマン帝国側の策略だったのである。トゥルク・バーリントはスルタンの陣営内で捕らえられた。そしてスレイマン1世は、毎年1万フローリンの貢納を条件としてティサ川以東の支配をヤーノシュ・ジグモンドに認めると宣言した。
……余は数年かけてハンガリーとその首都ブダを征服した。しかしこの地はムスリムの帝国からはるかに遠く、支配するのが困難であり、またヤーノシュ王（サポヤイ・ヤーノシュ）が貢納の義務を果たしていた故に、余は彼にハンガリー王位を授け、また彼の死後は、余は彼の子イステファン王（ヤーノシュ・ジグモンド）にその地（トランシルヴァニア）を贈るのである。—スレイマン1世の宣言
この事件が、東ハンガリー王国（および後のトランシルヴァニア）がオスマン帝国の属国となっていく礎となった。

### 最初の治世と退位

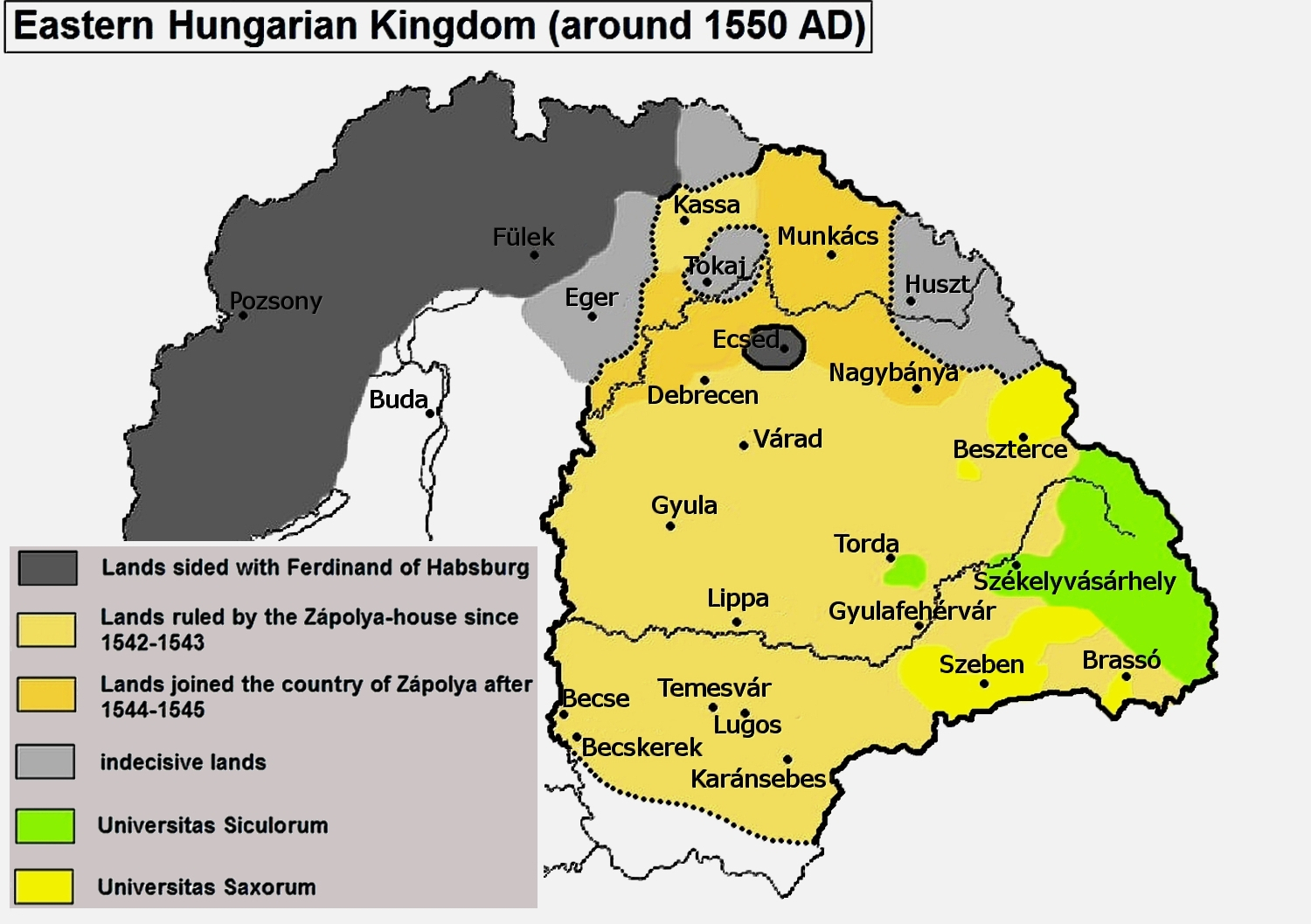
1550年ごろのヤーノシュ2世の領域（太線）。元のハンガリー王国の領域（地図全体）のうち、北西部（黒）はハプスブルク家が、中部（白）はオスマン帝国が支配していた。

1541年9月5日、イザベラとフラーテル・ジェルジは、幼いヤーノシュ・ジグモンドや聖王冠とともにブダを後にした。イザベラとヤーノシュ・ジグモンドの母子は、サポヤイ家の旧領の中心地であるリッパに居を定めた。10月18日、ヤーノシュ・ジグモンドはデブレツェンで領内各県から集まった代表たちと面会した。代表たちはヤーノシュ・ジグモンドに忠誠を誓い、スレイマン1世の宗主権を認めた。12月29日、ヤーノシュ・ジグモンド側の代表フラーテル・ジェルジとフェルディナーンド1世側の代表セレーディ・カスパルがジャル（現ルーマニア領ジラウ）で和平条約を結んだ。このジャル条約によれば、ハンガリーはフェルディナーンド1世のもとで再統合されるものの、上ハンガリーにおけるサポヤイ家の領地の権利は保証されるということになっていた。
1542年3月29日、トランシルヴァニアの三国民同盟がイザベラに対し、オスマン帝国領に近いリッパからトランシルヴァニアへ転居するよう要請した。4月にトランシルヴァニア司教 が没すると、議会は司教領を王家領に編入させた。6月、イザベラとヤーノシュ・ジグモンドはジュラフェヘールヴァールに移り、司教の宮殿に住むようになった。
8月、トランシルヴァニア議会はジャル条約を承認した。11月、パルティウム（ティサ川とトランシルヴァニアの間の領域）貴族の代表たちも、条約に従いオスマン帝国と戦うことに同意した。しかし、頼りのハプスブルク軍はペシュトを奪回することもオスマン軍を破ることもできなかった。12月17日、フェルディナーンド1世の代理としてヤーノシュ・ジグモンドの領域を接収するべくセレーディ・カスパルがジャルにやってきたが、イザベラは彼を拒絶した。3日後、トランシルヴァニア議会はジャル条約を無効と宣言した。なおこの決議にトランシルヴァニア・ザクセンの代表たちは反対していた。
イザベラとフラーテル・ジェルジの関係は緊張状態にあった。1543年2月に議会がイザベラの優越を認めたものの、その後もフラーテル・ジェルジは国政と財務を取り仕切り続けていた。6月、ヤーノシュ・ジグモンドの国家からオスマン帝国への初めての貢納が行われた。同月、クロンシュタット (現ルーマニア領ブラジョヴ)のルター派ザクセン人聖職者たちが、ジュラフェヘールヴァールでイザベラとフラーテル・ジェルジの前でカトリックの司祭たちと討論を行った。自身カトリックのヴァーラド司教でもあったフラーテル・ジェルジはこのザクセン人たちを異端の罪で法廷に引き立てようとしたが、結局ザクセン人たちは無事に帰ることが出来た。1544年4月、トルダ（現ルーマニア領トゥルダ）の議会が、旅行者は訪問先の宗教的慣習に敬意を払うべきであるという規定を定めた。これは、この地域に宗教改革がかなり広まっていたことを如実に示している。
1544年8月、パルティウムからの代表も出席する形で初めてトランシルヴァニア議会が開催された。この議会で、フラーテル・ジェルジは司法長官に任じられた。また1555年末までに、かつてフェルディナーンド1世に従っていたベレグ県、サボルチ県、サトマール県、ウング県、ゼンプレーン県がヤーノシュ・ジグモンドに鞍替えして忠誠を誓った。
1546年前半、オスマン軍がベチェ（現セルビア領ノヴィ・ベチェイ）とベチケレク (現セルビア領ズレニャニン)の2要塞を包囲した。また1547年にスレイマン1世はフェルディナーンド1世の兄である神聖ローマ皇帝カール5世とアドリアノープルの和約を結んだが、スレイマン1世はヤーノシュ・ジグモンドの国家をこの和平の対象と見なさなかった。スレイマン1世がヤーノシュ・ジグモンドの国家の一部をオスマン帝国へ併合しようとしていると受け取ったイザベラとフラーテル・ジェルジは、1548年にハンガリー統合に向けたフェルディナーンド1世との交渉を再開した。1549年9月8日、フラーテル・ジェルジとフェルディナーンド1世の使節サルムのニコラウスがニールバートルで条約を結んだ。この時の合意によれば、イザベラとヤーノシュ・ジグモンドは王位を放棄し、代償としてシレジアのオポーレ公国、ラチブシュ公国、10万フローリンを受け取るとされていた。しかしイザベラはこの条約内容を実行に移すのを拒み、ジュラフェヘールヴァールに留まった。するとフラーテル・ジェルジはジュラフェヘールヴァールを包囲し、1550年10月にイザベラを降参させた。
イザベラは1551年5月にも、ペトロヴィチ・ペーテルやパトーチ・フェレンツらとともにニールバートル条約の施行を阻止しようと企てたが、フラーテル・ジェルジに敗れた。7月19日、イザベラはシレジア二公国と14万フローリンと引き換えに、自身とヤーノシュ・ジグモンドの退位を認めるよう強いられた。2日後、イザベラは聖イシュトヴァーンの王冠をフェルディナーンド1世の代理ジョヴァンニ・バティスタ・カスタルドに引き渡した。7月26日、議会は2人の退位を認め、フェルディナーンド1世に忠誠を誓った。

### 亡命生活

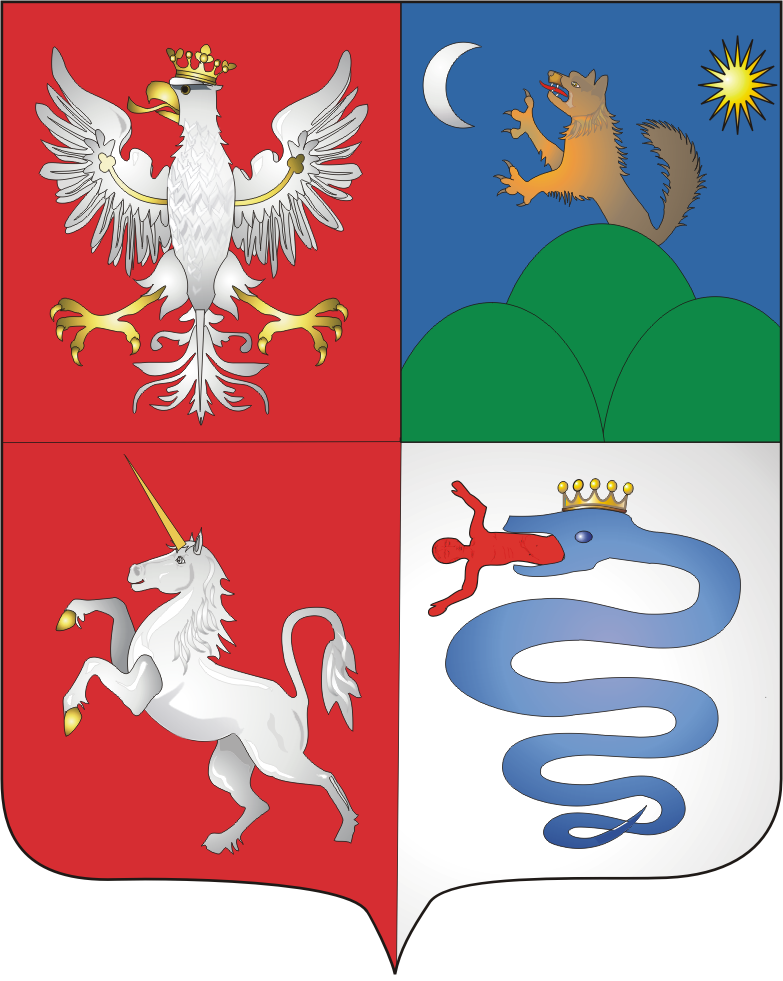
ヤーノシュ2世ジグモンドの紋章

1551年8月6日、イザベラとヤーノシュ・ジグモンドは支持者のペトロヴィチ・ペーテルとともにトランシルヴァニアを後にした。彼らはまず上ハンガリーのカッサ (現スロヴァキア領コシツェ)に滞在し、次いで1552年3月にオポーレへ移った。しかし与えられたシレジアの公国群が貧しいのを見て取ると、彼らは4月末までにポーランドへ旅立った。この後、亡命母子はクラクフ、ワルシャワ、サノク、その他ポーランドの都市を転々とした。ヤーノシュ・ジグモンドはよくバイソン狩りに出かけ、叔父のポーランド王ジグムント2世のもとへも定期的に訪れた。しかしヤーノシュ・ジグモンドは健康面が思わしくなく、てんかんや慢性腸疾患に悩まされた。
同時代の歴史家でイザベラの難敵の一人だったフォルガーチ・フェレンツは、イザベラがヤーノシュ・ジグモンドに悪友集団とつるんだり酒を飲んだりするのを放任する「恥さらし」な育て方をしていたと批判している。ただ、ヤーノシュ・ジグモンドの教育には、ハンガリー人のチャーキ・ミハーイやポーランド人のヴォイチェフ・ノヴォポウスキといった人文主義者の学者があたっていた。ノヴォポウスキの影響で、ヤーノシュ・ジグモンドは神学論争に興味を持つようになった。
一方ハンガリー東部では、フェルディナーンド1世が十分な傭兵を送ってこなかったため、防衛体制が脆弱なままであった。1551年後半、カスタルドはフラーテル・ジェルジがオスマン帝国と陰謀をたくらんでいると疑い、彼を暗殺した。1552年夏、オスマン帝国がバナトの低地地域を占領した。またソルノクに至るティサ地域もオスマン帝国の支配下に入り、以後東ハンガリー王国に戻ることは無かった。
1553年3月、スレイマン1世がイザベラにハンガリー帰還を要請した。ペトロヴィチ・ペーテルが反フェルディナーンド1世反乱を起こし、セーケイ人の集会もヤーノシュ・ジグモンドへの臣従を宣言した。しかしどちらの反乱も、9月末までに鎮圧された。1554年4月、スレイマン1世はハンガリーにヤーノシュ・ジグモンドを復帰させる方針を決め、ペトロヴィチ・ペーテルにバナトの2か所の要塞を与えた。ハプスブルク家と戦争状態にあったフランス王アンリ2世もイザベラに帰国を促し、自分の娘をヤーノシュ・ジグモンドに嫁がせるという約束もした。
1555年、スレイマン1世はトランシルヴァニア諸侯に対し、ヤーノシュ・ジグモンドに抵抗せず従うよう要求した。その年の末までに、トランシルヴァニア三国民の代表はフェルディナーンド1世に対し、援軍を派遣するか彼らとの主従関係を放棄するかという選択を迫る陳情を行った。1556年前半、ペトロヴィチ・ペーテルがトランシルヴァニアを急襲した。3月12日、トランシルヴァニア議会は「ヤーノシュ（1世）王の子」ヤーノシュ・ジグモンド（2世）に忠誠を誓った。6月1日、イザベラとヤーノシュ・ジグモンドに帰国を求める使節がポーランドへ送り出された。2週間後、フェルディナーンド1世はスレイマン1世に対し、かつてのヤーノシュ・ジグモンドの領域から撤退する準備が出来ていると伝えた。

### ハンガリーへの帰還

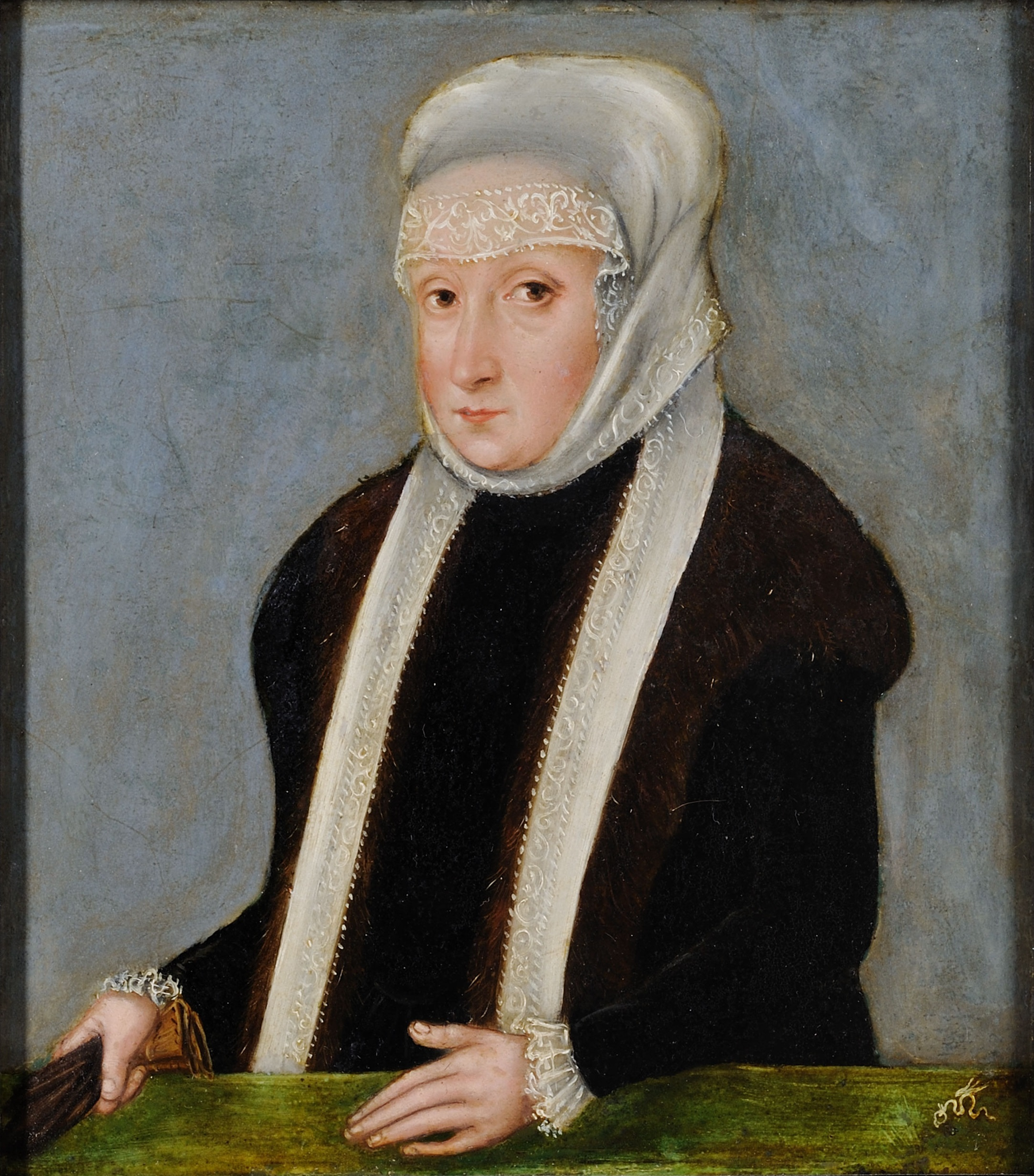
王母イザベラ・ヤギェロンカ (ルーカス・クラナッハ画）

1556年10月26日、三国民の代表たちはコロジュヴァール (現ルーマニア領クルジュ＝ナポカ)で盛大な式典を催してイザベラとヤーノシュ・ジグモンドを迎えた。議会はイザベラに、まだ幼いヤーノシュ・ジグモンドの名において国政を取り仕切る権利を認めた。その後数か月のうちに、トランシルヴァニア外のアバウーイ県、ビハル県、ギュミュル県などの諸県がヤーノシュ・ジグモンドの支配を受け入れた。
イザベラはトランシルヴァニアにおける君主の強力な地位と財力を背景として、ヤーノシュ・ジグモンドの名を用いて外交や高官の任免権を独占し、当時のヨーロッパ中の君主と比べても極めて強力な権力を握り、東ハンガリー王国を統治した。またイザベラが宗教的寛容の方針を取った結果、カルヴァン派信仰が広まった。パルティウムやコロジュヴァールではこの傾向が特に顕著だった。1559年、イザベラはフェルディナーンド1世と改めて交渉を始めた。イザベラは、もしフェルディナーンド1世が娘をヤーノシュ・ジグモンドに嫁がせ、彼のティサ川以東における支配権を承認するならば、ヤーノシュ・ジグモンドのハンガリー王号を取り下げても良いと提案していた。しかしこの交渉が妥結に至らないまま、王太后イザベラは1559年9月18日に40歳で死去した。

## 親政期

### 親政開始
母イザベラの死に伴い、ヤーノシュ・ジグモンドの親政が始まった。ただし彼は正式な王（rex、レクス）ではなく、本来は国王選挙で選出された即位前の状態を意味する称号であるレクス・エレクトゥス (rex electus)を名乗り続けた。イザベラの重臣だったチャーキ・ミハーイやバートリ兄弟（バートリ・クリシュトーフ、バートリ・イシュトヴァーン）らは、引き続きヤーノシュ・ジグモンドの統治を補佐した。ハプスブルク家に対しては、ヤーノシュ・ジグモンドはフェルディナーンド1世のもとへ使節を派遣し、その娘を自身の妃に迎えフェルディナーンドのもとでハンガリーを統一したうえで、その一部を自身が支配するという提案をした。この提案は拒否されたものの、ヤーノシュ・ジグモンドとフェルディナーンドの間の平和はしばらく保たれた。
1561年12月、ヤーノシュ・ジグモンドの国家で最大級の富を誇っていた領主バラッサ・メルキオルがフェルディナーンド1世の陣営へ寝返った。ヤーノシュ・ジグモンド派バラッサの領地を没収しようとしたが、1562年3月4日にハダド（現ルーマニア領ホドド）の戦いでバラッサ軍に敗北を喫した。またバラッサの工作により、セーケイ人の民衆が蜂起した。彼らは1550年代に制限された、免税特権などの古くからの自由を取り戻そうとしたのである。しかしこの反乱は5月にヤーノシュ・ジグモンドによって鎮圧され、指導者たちは串刺し刑や不具刑に処された。議会はセーケイ人の権利をさらに制限する（平民が陪審員となる権利など）新法を採択した。セーケイ地方には、新たにセーケイターマド（Székelytámad、「セーケイ人の襲撃」の意）城とセーケイバーニャ（Székelybánja、「セーケイ人の後悔」の意）という2つの城が建てられ、国王の支配下に置かれた。バラッサの反乱の後、トランシルヴァニア外の県のほとんどはヤーノシュ・ジグモンドからフェルディナーンド1世へ寝返った。ヤーノシュ・ジグモンドはこれらの地を返してもらうため、王を名乗るのをやめるとみずからフェルディナーンド1世に申し入れたが、この提案は1562年7月の時点でフェルディナーンド1世に拒絶された。

### ハプスブルク家との戦争
1564年7月25日、フェルディナーンド1世が死去した。息子のミクシャ1世（神聖ローマ皇帝としてはマクシミリアン2世）が跡を継いだ。1562年、トランシルヴァニア議会は、これまでに失った領土を奪回すべくハプスブルク家に宣戦布告した。ヤーノシュ・ジグモンドの軍は、1562年末までにサトマール (現ルーマニア領サトゥ・マーレ)、ハダド、ナジバーニャ (現ルーマニア領バイア・マーレ)を制圧した。しかしラツァルス・フォン・シュヴェンディ率いるハプスブルク軍の反撃にあい、1565年3月にはサモス川（ソメシュ川）にまで攻め込まれた。1565年3月13日、ヤーノシュ・ジグモンドの使節とミクシャ1世の使節がサトマールで和平を結んだ。その内容は、ヤーノシュ・ジグモンドがハンガリー王位を放棄する代わりにトランシルヴァニアの世襲支配を認められ、ミクシャ1世の妹ヨハンナと結婚するというものであった。
しかしオスマン帝国の圧力を受け、ヤーノシュ・ジグモンドは4月21日にサトマール条約が無効であると宣言した。ヤーノシュ・ジグモンドと、オスマン帝国のテメシュヴァル県のパシャであるハサンの連合軍は、エルデド（現ルーマニア領アルドゥド）、ナジバーニャ、サトマールを再占領した。ヤーノシュ・ジグモンドはスレイマン1世に、イスタンブールへ赴いてサトマール条約について弁明しようとした。それに対しスレイマン1世は、自分がハンガリーを訪問すると伝えてきた。

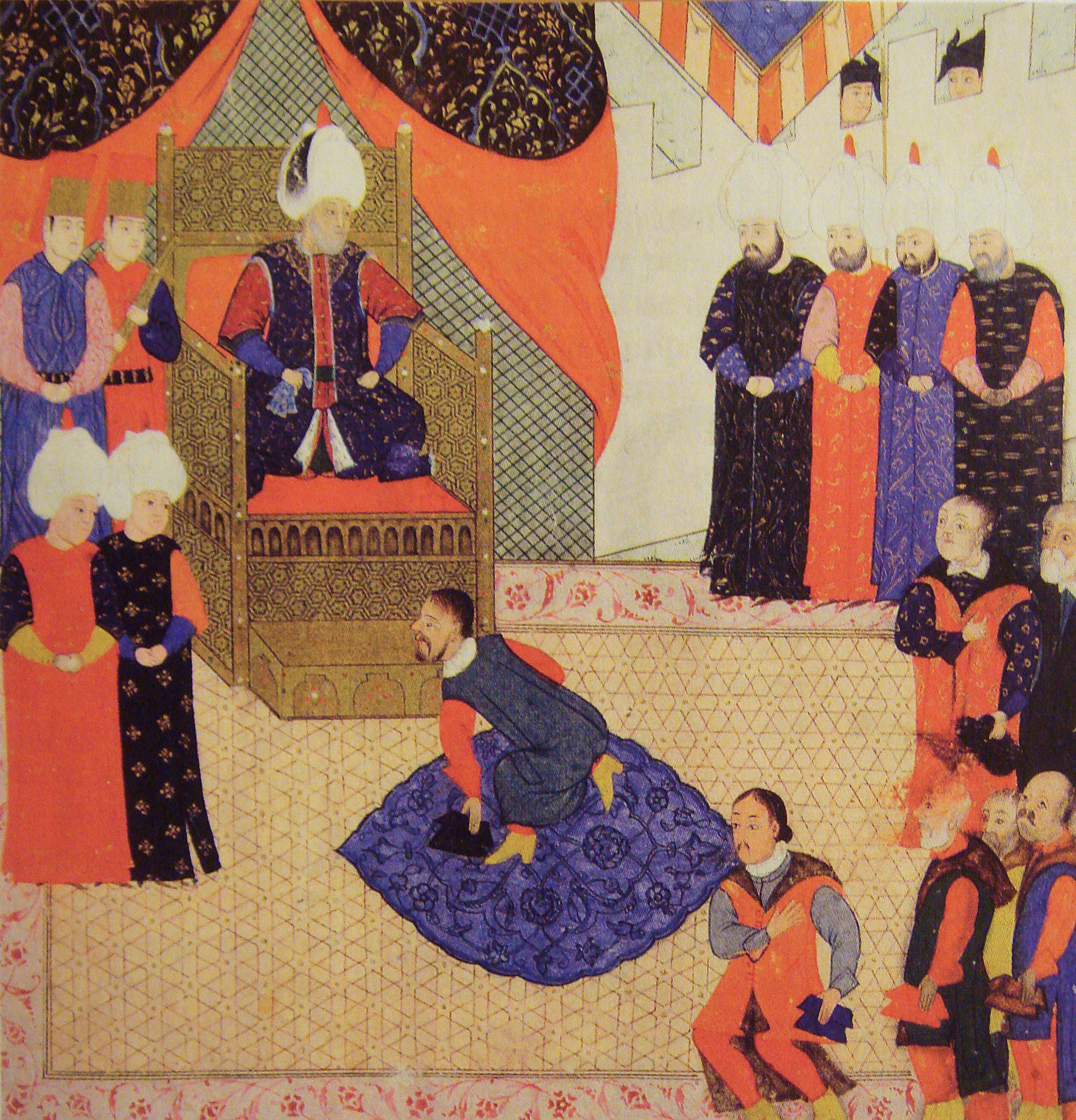
1566年6月29日、ゼムンでスレイマン1世に臣従礼を取るヤーノシュ・ジグモンド

1566年夏、スレイマン1世がハプスブルク領への侵攻を準備するべくドナウ川沿いのゼムンに到来した。ヤーノシュ・ジグモンドは400人のトランシルヴァニア領主たちを連れてスルタンの陣営に駆け付けた。ヤーノシュ・ジグモンドやその主な大臣たちがスレイマン1世の天幕で平伏して臣従の礼をとった後、スレイマン1世はヤーノシュ・ジグモンドを世襲君主として認めた。この場に同席していた歴史家セラニクのムスタファによれば、この時スレイマン1世はヤーノシュ・ジグモンドを自身の「愛しき息子」と呼んでいたという。
スレイマン1世の命を受けたヤーノシュ・ジグモンドは、7月28日に上ハンガリーに侵攻した。しかし9月6日にスレイマン1世がスィゲトヴァール包囲戦の陣中で病没したため、オスマン帝国大宰相ソコルル・メフメト・パシャの命令でトランシルヴァニアへ帰還した。この頃、傭兵隊長ジョヴァナンドレア・グローモがフィレンツェ公コジモ1世に宛てた手紙の中で、ヤーノシュ・ジグモンドを「極めて慈悲深く、情け深く、頭が切れ、賢明で、冷静で、勤勉で、勇敢である」と絶賛している。グローモによれば、ヤーノシュ・ジグモンドはラテン語、イタリア語、ドイツ語、ポーランド語、ハンガリー語、ルーマニア語が堪能で、ギリシャ語やトルコ語も話せたという。
（ヤーノシュ・ジグモンド）は中背で細身であり、髪は絹のごとき金髪、肌は白く極めてきめ細かく……彼の青い目は穏やかで慈悲に満ちており……彼の腕や手は長くてよく動き、それでいて力強い……彼はあらゆる種の狩猟を目一杯楽しんでいる。大きな獲物から……ウサギや鳥に至るまで。……彼は馬の訓練も好んでする。……戦いにおいては彼は槍を持たせれば極めて強く……弓術では彼に並ぶ者はほとんどおらず……彼は常人より足が速く、高く跳躍できる。レスリングも好み、たとえ自分に勝る者たちが相手でも楽しんでいる……彼は音楽を非常に愛しており……リュートを弾かせれば、右に出るものはまずいない。……彼は物憂げと言うよりは快活な方で……人を苦しめるのを嫌い、人を罰することを唯一苦手としている……彼の優れた資質の一つとして、禁欲的な生活習慣が挙げられる……—ジョヴァナンドレア・グローモからフィレンツェ公コジモ1世・デ・メディチにあてた書簡 (1566/1567年)
1567年3月、ヤーノシュ・ジグモンドとハサン・パシャは上ハンガリーを急襲した。しかしこの夏、ヤーノシュ・ジグモンドは重病にかかった。トランシルヴァニアの領主たちは、子が無いヤーノシュ・ジグモンドの後継者を選出する際にはその遺言を尊重すると誓った。スレイマン1世の後を継いだオスマン帝国のスルタンであるセリム2世は、トランシルヴァニアの領主たちに己の君主を選出する自由を認め、スルタンはそれを承認する権利だけ留保することにした。しかしこの時にはヤーノシュ・ジグモンドは死に至らず快復した。
1568年2月、オスマン帝国とハプスブルク家の間でアドリアノープル条約が結ばれた。この条約で、ヤーノシュ・ジグモンドはかつてミクシャ1世に奪われた領土全てを返還された。またパリに赴いたセリム2世の使節はフランス宮廷にフランス王所マルグリット・ド・ヴァロワをヤーノシュ・ジグモンドに嫁がせる計画を提案したが、無視された。

### 宗教問題と文化事業
ヤーノシュ・ジグモンドは特に宗教問題に強い関心を示し、様々な宗派の代表たちを集めた神学討論会を何度も開催した。最初の討論会は1560年1月メドジェシュ（現ルーマニア領メディアシュ）で開かれ、ルター派とカルヴァン派の聖職者が議論を交わした。1年半後、ヤーノシュ・ジグモンドはヴィッテンベルク大学などのドイツの宗教改革中心地に書簡を送り、ルター派とカルヴァン派の教義の要点について理解するため助言を求めた。
ヤーノシュ・ジグモンド自身はもともとカトリック教徒だったが、1562年末までにルター派に改宗した。しかしその後も彼は、ルター派とカルヴァン派の神学者同士の討論を続けさせた。ヤーノシュ・ジグモンドはどちらの派にも属さない反三位一体派の宮廷医師ジョルジオ・ビアンドラタを宗教会議の議長に据えてルター派とカルヴァン派の聖職者を和解させようとしたが、1564年4月に両派は完全に決裂した。6月、議会はカルヴァン派を独立した教派として承認した。ヤーノシュ・ジグモンドもカルヴァン派に改宗し、ダーヴィド・フェレンツを宮廷説教師に任命した。
宮廷説教師のダーヴィド・フェレンツは、説教の中に反三位一体論の言説を加え始めた。しかしこれにカルヴァン派聖職者のメリウス・ユハース・ペーテルが激怒して異議を唱えた。そこでヤーノシュ・ジグモンドは、1566年4月にジュラフェヘールヴァールで、三位一体をテーマとした公開討論を開催した。この討論会の後、ヤーノシュ・ジグモンドはデブレツェンのカルヴァン派印刷所に下賜金を与えた。またヤーノシュ・ジグモンドは、プロテスタントがコロジュヴァール、マロシュヴァーシャールヘイ (現ルーマニア領トゥルグ・ムレシュ)、ナジヴァーラドに学校を建てた際にも資金援助を行っている。これらの学校は、16世紀のうちに高等学院（コレギウム）となった。ヤーノシュ・ジグモンドがペトルス・ラムスら宗教改革を先導する学者たちに送った書簡からは、彼がジュラフェヘールヴァールの王立高等学院を大学（アカデミア）に発展させる構想を持っていたことが分かる。1560年代にヴェネツィアで出版されたイタリア詩のアンソロジー詩集では、ヤーノシュ・ジグモンドが「ルネサンスのパトロン」と称えられている。
1566年11月、ヤーノシュ・ジグモンドは領内のルーマニア人の宗教改革を指導する単独の役職にカルヴァン派聖職者を任命した。また議会はすべてのルーマニア人聖職者にカルヴァン派への改宗を要求し、拒む者は追放するという命令を下したが、これは実行には移されなかった。このように自身が信仰するカルヴァン派を優遇する政策をとっていたヤーノシュ・ジグモンドであったが、1567年前半からはダーヴィド・フェレンツやジョルジオ・ビアンドラタの影響で反三位一体派の教義も受け入れるようになっていった。ヤーノシュ・ジグモンドの支援を受けて、ダーヴィドは自説を喧伝する書籍を5冊出版した。その中で彼は、三位一体を信ずる者たちを偶像崇拝者として非難していた。

### 信教の自由

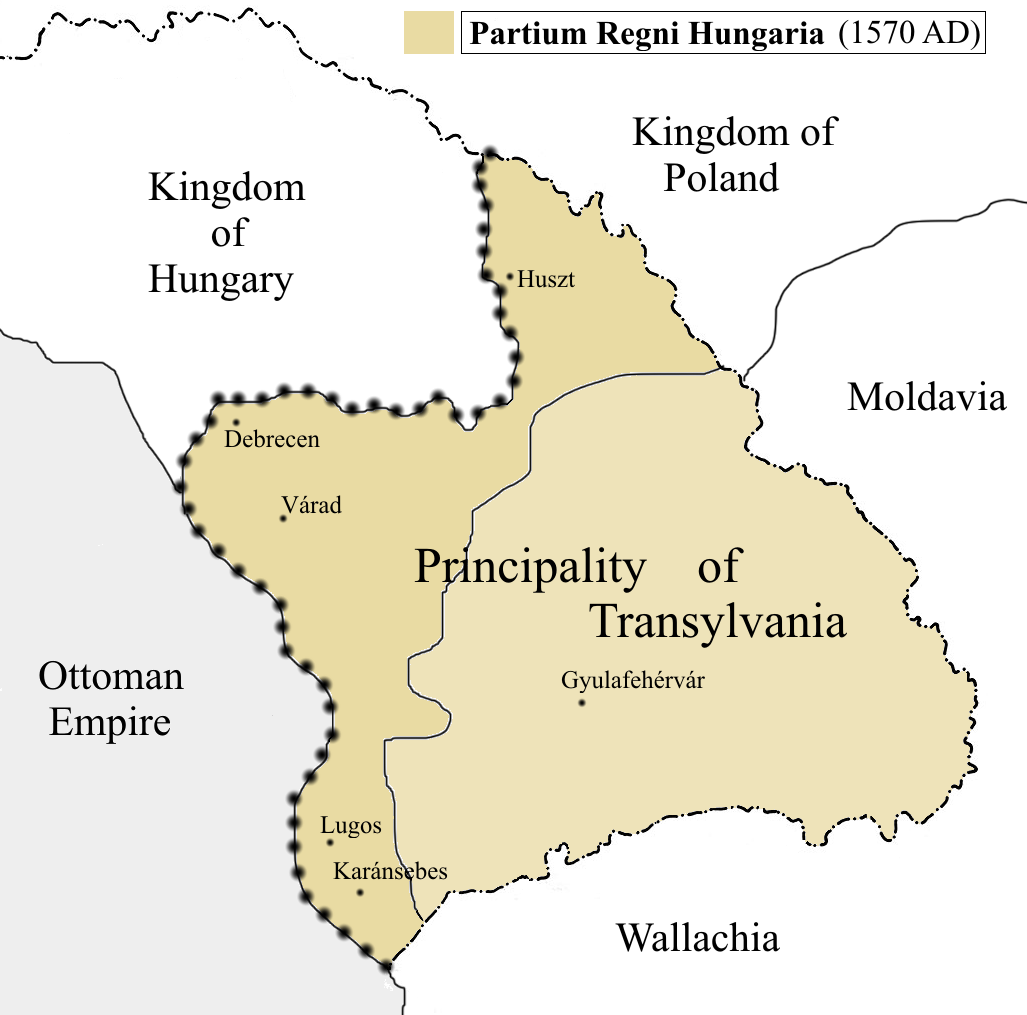
1570年時点でのヤーノシュ・ジグモンドの国家（東ハンガリー王国）。狭義のトランシルヴァニア侯国は南西の薄茶色の範囲であり、残りの濃茶色の領域がパルティウムにあたる。

1568年前半、再びトルダで議会が開かれ、説教師たちが自身の解釈によって「福音を説く」ことが認められた。さらにこの議会では、何人たりとも「宗教的な理由により他者の手で苦しめられる」べきではなく、「信仰は神の賜物である」と宣言された。このトルダの勅令は、16世紀ヨーロッパでは圧倒的に先進的な信教の自由を認めるものであった。後任が与えられたのはカトリック、ルター派、カルヴァン派聖職者のみであったため宗教差別は依然として存在したものの、ユニテリアン、正教、アルメニア正教、ユダヤ教、イスラームの信者たちも自由に自身の信仰を持ち続けられるようになった。
1568年には、ジュラフェヘールヴァールで3月8日から17日まで行われたものを皮切りに、次々と三位一体を議題とした神学討論会が開催された。1569年には、ヤーノシュ・ジグモンドに反三位一体派が強い影響を与えているのが明白となった。カルヴァン派の聖職者カーロイ・ペーテルがヤーノシュ・ジグモンドの偏向を批判すると、ヤーノシュ・ジグモンドもカルヴァン派聖職者であるメリウス・ユハース・ペーテルが非カルヴァン派聖職者を迫害しているとし、またメリウスに対し「教皇を演じるべきではない」と非難を加えている。1569年10月20日から25日にかけて、ナジヴァーラドでカルヴァン派と反三位一体派（ユニテリアン）の最大の神学討論会が開かれた。勝敗は決しなかったものの、ヤーノシュ・ジグモンドはこの討論会を経て反三位一体論を受け入れた。これにより、ヤーノシュ・ジグモンドは史上唯一のユニテリアン君主となった。
余は余の国において……自由が君臨することを欲する。さらに余は、信仰が神からの賜物であり、良心は強制されるものではないと知っている。またもし（メリウス・ユハース・ペーテルが）これに耐えられないならば、ティサ川の向こう側へ行くがよい。—ヤーノシュ・ジグモンドのカーロイ・ペーテルに対する発言
ヤーノシュ・ジグモンドが改宗した後、彼の廷臣の多くもユニテリアン主義になびいた。歴史家のパルダ・ガーボルによれば、この改宗には、キリスト教世界に留まりながらも距離を置く、というヤーノシュ・ジグモンドの政治的意図も含まれていた。また歴史家のケウル・イシュトヴァーンによれば、「神は唯一である！」という簡明な考え方が、ユニテリアン主義がトランシルヴァニアで、特にセーケイ人の農民やコロジュヴァールの都市民に受け入れられた背景にある。1569年、狂信的な宗教運動家カラーチョニ・ジェルジに先導されたパルティウムの農民たちが、オスマン帝国に対する「聖戦」を起こそうとした。彼らは1570年前半にデブレツェンに向けて行進したものの、その郊外で周辺地域の貴族により壊滅させられた。

## ハンガリー王からトランシルヴァニア侯へ

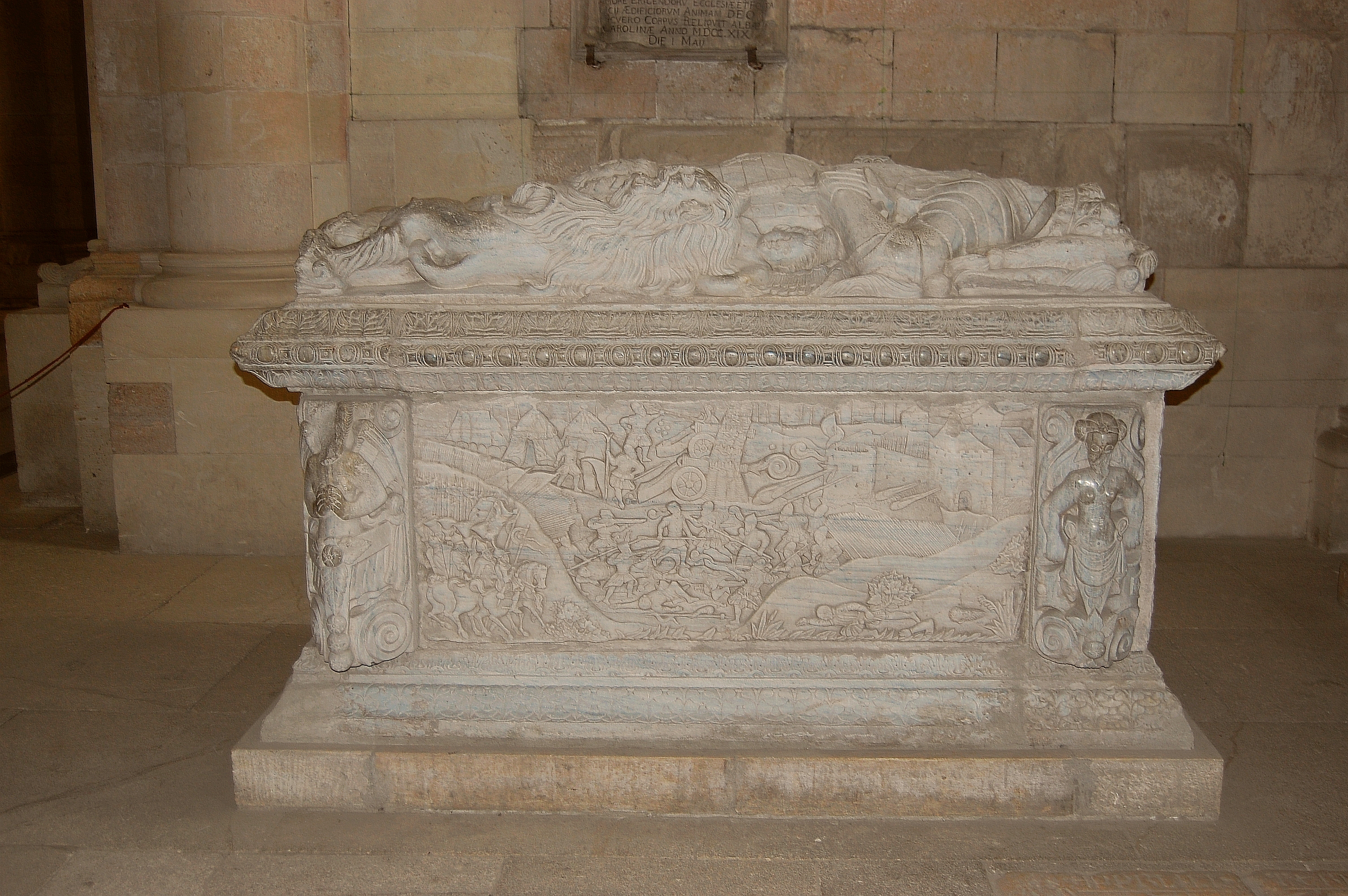
ジュラフェヘールヴァール（現ルーマニア領アルバ・ユリア）の聖ミハイル大聖堂にある、ヤーノシュ・ジグモンドの棺

1570年8月16日、ヤーノシュ・ジグモンドの陣営とミクシャ1世の陣営の間で、シュパイアー条約が調印された。ヤーノシュ・ジグモンドはミクシャ1世を単独のハンガリー王として認め、みずから王号を放棄した。その代わり、ヤーノシュ・ジグモンドは新たに創設された「トランシルヴァニア侯にしてハンガリー王国のパルティウムの領主」という称号を与えられた。彼の領域はハンガリー王国の一部と見なされ、ヤーノシュ・ジグモンド没後にはミクシャ1世かその後継者が継承することになっていた。
既に重病の床に臥せっていたヤーノシュ・ジグモンドは、12月1日にシュパイアー条約を承認した。彼の治世の最後に開かれた議会では、これまでに議会が出してきた宗教的自由を擁護する諸勅令が再確認された。ミクシャ1世が条約を承認した数日後の1571年3月14日、ヤーノシュ・ジグモンドはジュラフェヘールヴァールで死去した。トランシルヴァニア貴族たちは、彼の死をしばらく秘匿した。遺体はジュラフェヘールヴァールの聖ミハイル大聖堂で、ユニテリアンの形式で埋葬された。
かつてヤーノシュ・ジグモンドは危篤に陥った1567年夏に、大法官チャーキ・ミハーイや財務長官ベケシュ・ガーシュパールが立ち会う場で遺言をのこしていた。快復した後に実際に死去するまで数年の間があったが、ヤーノシュ・ジグモンドは遺言を修正しなかった。彼の遺言に基づき、遺産の大半は叔父のポーランド王ジグムント2世や3人の姉ゾフィア、アンナ、カタジナが相続した。またヤーノシュ・ジグモンドは自身の蔵書をジュラフェヘールヴァールのプロテスタント学校に遺贈した。
ヤーノシュ・ジグモンドは生涯結婚せず子も持たず、彼をもってサポヤイ家は断絶した。後継者については、彼は遺言で、議会が新君主を選ぶ権利を擁護するとしていた。トランシルヴァニア三国民の代表は、カトリック教徒のバートリ・イシュトヴァーンをトランシルヴァニアのヴァイダ（ヴォイヴォダ）に選出した。ベケシュ・ガーシュパールがミクシャ1世の支援を受けて対抗しようとしたが、内戦の結果バートリ・イシュトヴァーンが勝利し、トランシルヴァニアを支配する地盤を固めた。